# 권선고등학교
권선고등학교(勸善高等學校)는 대한민국 경기도 수원시 권선구 권선동에 있는 공립 고등학교이다.

## 학교 연혁
- 1996년 1월 13일 : 권선고등학교 설립 승인(12학급)
- 1996년 3월 1일 : 권선고등학교 개교
- 1996년 3월 1일 : 초대 박정범 교장 취임
- 1996년 3월 5일 : 제1회 입학식(남 418명, 여 364명 계 782명)
- 1999년 2월 5일 : 제1회 졸업식 12학급(640명)
- 2017년 9월 1일 : 제8대 변재성 교장 취임
- 2018년 2월 8일 : 제20회 졸업식(남 233명, 여 260명 계 493명) 총 12,002명
- 2018년 3월 2일 : 제23회 입학식(남 174명, 여 175명 계 349명)

## 참고 자료
- 권선고등학교 - 한국교육학술정보원 학교알리미